# Märta Rosenberg
Märta Rosenberg (* 12. März 2002 in Duved, Schweden) ist eine schwedische Skilangläuferin.

## Werdegang
Rosenberg hatte ihr Debüt beim Scandic cup 2018/19 in Boden, bei dem sie den neunten Platz in der Kategorie 17–18 Jahre belegte.
An den Olympischen Jugend-Winterspielen 2020 gewann sie Gold über 5 km klassisch, Silber im Cross und Bronze im Sprint. Im März 2020 holte sie bei den Nordischen Junioren-Skiweltmeisterschaften in Oberwiesenthal die Bronzemedaille mit der Staffel und wurde schwedische Juniorenmeisterin im 10-km-Massenstartrennen. Im folgenden Jahr erreichte sie den ersten Platz in der 4 × 3,3-km-Staffel an den Nordischen Junioren-Skiweltmeisterschaften in Vuokatti. In der Saison 2021/22 wurde sie schwedischen Juniorenmeisterin über 5 km Freistil sowie im 15-km-Massenstartrennen und gewann bei den Nordischen Junioren-Skiweltmeisterschaften 2022 in Lygna die Silbermedaille im Sprint. Zudem errang sie dort über 5 km klassisch den siebten Platz und mit der Staffel sowie im 15-km-Massenstartrennen jeweils den vierten Platz. Ihr Debüt im Weltcup gab sie in Val Müstair bei der Tour de Ski 2022/23, die sie auf dem 31. Platz beendete, und holte dort mit dem 21. Platz im Sprint ihre ersten Weltcuppunkte.